# Fernando Enríquez de Ribera el jove
Fernando Enríquez de Ribera fou un militar espanyol del segle xvii al servei de Felip IV de Castella.
Fill de Fernando Enríquez de Ribera i Beatriz de Moura i germà d'Ana Girón Enríquez de Ribera i Fernando Afán de Ribera y Enríquez.
Va comandar un terç d'infanteria a Llombardia. Va acompanyar al seu cunyat Pedro Fajardo de Zúñiga y Requesens, en la campanya de 1640-1641, dirigint com a coronel un regiment d'infanteria, participant en les batalles de Coll de Balaguer, Cambrils, Martorell i Montjuïc.